# いなかっぺ大将
『いなかっぺ大将』（いなかっぺたいしょう）は、川崎のぼるによる少年漫画作品、およびそれを原作とするテレビアニメである。

## 概要
1967年（昭和42年）から1972年（昭和47年）、小学館の学年別学習雑誌などにて連載。第14回（昭和43年度）小学館漫画賞受賞。
テレビアニメ版はフジテレビ系列局を中心に放送され、さらにはイタリアなどでも放送された。『巨人の星』（原作 - 梶原一騎）と並ぶ川崎のぼるの大ヒット作品の一つである。主題歌を天童よしみが「吉田よしみ」名義で歌っていることでも知られる。
連載終了後、『コロコロコミック』にて1977年の創刊時から1979年まで、『別冊コロコロコミック』では1981年の創刊時から1982年まで、過去の作品を連載形式で掲載していた。21世紀に入った2007年、『熱血!!コロコロ伝説』Vol.8にて、「いなかっぺ大将2007」の読み切りが掲載された。

## あらすじ
青森から上京して来た少年、大ちゃんこと風大左衛門（かぜ だいざえもん）は一流の柔道家を目指し、ニャンコ先生と共に修業に励むつもりが、いつもずっこけてばかりの日々を続けている。

## 登場人物

### メインキャラクター
風 大左衛門（かぜ だいざえもん）
声 - 野沢雅子
本作の主人公。通称「大ちゃん」。青森出身の柔道少年。両親は早世し、天涯孤独であるが明るい性格。ややずんぐり体型であり、小太り（腹太り）。
赤い越中褌に、風呂敷で作った袴がトレードマーク。上は胴着。亡き父に柔道を極めろと言われ、上京してきた。ニャンコ先生から必殺技「キャット空中三回転」を習得し、小学生ながら黒帯の有段者である。
基本的に気のいい純朴な少年だが、美女を見るとてんでだらしなくなったり、時折お漏らしをしたり、涙もろく独特のアメリカンクラッカー状の涙を見せたり、音楽（日本民謡のほか、社交ダンスで使われるワルツ、タンゴなど）を聴くと巧みに踊り始め、しまいには丸裸になってしまうなどの「ずっこけ」行動が玉にキズ。自分から人前でふんどし一丁になることはあるが、さすがに最後の1枚を失った時は羞恥心が働く。
おならは、「ドバンッ」と言う爆発音のような音で、臭いの方も嗅いだ者が気絶してしまうほどのすさまじさである。
原作初期では劇画調の端正な顔つきであったが、次第にギャグ調の顔立ちに変化していった。一人称は「わし」で語尾の「〜だス」（ズーズー弁）が特徴。小さいころから山奥で動物たちと過ごし、動物と会話することができる。
ニャンコ先生
声 - 愛川欽也
大左衛門の師匠。二足歩行するトラ猫。
父親は三毛猫だが自分は母親譲りのトラ猫だと自己紹介している。キャット空中三回転の掛け声、「とってんぱーの にゃん ぱらりっ」がキメゼリフ。セリフ語尾の「〜ぞな、もし」が特徴。弟子の悪癖をカバーしてやるのも役目と心得ており、大左衛門が丸裸になってしまった時、ふんどし代わりに股間にしがみ付いて隠す役もする。だが、一緒に悪乗りしてしまうこともしばしば。浮気癖があり、妻子を持ってからも懲りることはない様子。
大柿 キク子（おおがき キクこ）
声 - 岡本茉利
通称「キクちゃん」。大左衛門の下宿先に住む美少女。
大左衛門が一目惚れしてしまう。花子とは恋敵。柔道家の娘だけあって、自分の身を守れるくらいの技は心得ており、性格は勝気。母親はおらず、大柿家の家事全般を担当している。
当時16歳の岡本の声優デビュー作である。
森 花子（もり はなこ）
声 - 杉山佳寿子
通称「花ちゃん」。大左衛門の幼馴染みで、キク子に劣らぬ美少女。
大左衛門に会いたいがために時々やってくる。キク子とは恋敵だが、大左衛門が他の美少女になびきそうになった時は共闘することも。
なお、フルネームは原作においては明記されておらず、名前のみである。

### 大左衛門を取り巻く人々
大柿 矢五郎（おおがき やごろう）
声 - 大平透
大左衛門の父の友人の柔道家。キク子の父。
自宅に大左衛門を住み込ませて稽古に励ませているが、大左衛門の突拍子のない行動にいつも振り回されっぱなし。
大人物然としているが、けん玉や知恵の輪といった遊具にはまると我を忘れて熱中する子供っぽさもある。
アニメでは文京区湯島（旧地名・湯島天神町）に道場をかまえている。
風 陣左衛門（かぜ じんざえもん）
大左衛門の父で矢五郎の親友。回想シーンのみ登場。
柔道家として大成するが、息子に柔道を教えてくれ、と矢五郎に言い残し早世する。
西 一（にし はじめ）
声 - 八代駿
大阪出身の痩せっぽちで眼鏡のケチで嫌味な少年。大左衛門のクラスに後から転校してくる。
大左衛門とは犬猿の仲（ごくまれに共闘する）で、ことあるごとに大左衛門に意地悪やいたずらを仕掛ける。普段は上下とも茶色の服（タートルネックで長袖、長ズボン）を着ている。小学1年生の二（ふたつ、声優 - 山本圭子）という弟と、病欠した彼を見舞に来た大左衛門を迎えた母親の存在が明らかであり、いずれも彼にそっくりである。
豚丸木 トン子（とんまるき トンこ）
声 - 丸山裕子
クラスメイトの太った少女。中盤より大左衛門に恋し、付きまとうようになる。
原作ではチョイ役に過ぎなかったが、アニメでは大左衛門役をオーディションで野沢雅子と争った丸山裕子が演じて、一躍メインキャラに昇格した。なおアニメではこの名だが、パチンコでは原作初期に出てきた「千葉」という少女と一緒にして、「千葉豚丸木（ちば とんまるき）」と呼ばれる。原作では「豚丸木」のみである。
メインキャラ化にあたって、他の太った少女や教頭夫人の行動も吸収している。

### 教師
白雪ケメ子（しらゆき ケメこ）
声 - 北浜晴子
大左衛門の通う白ばら学園の担任の美人教師。
破天荒だがピュアな大左衛門のよき理解者となり、生のままに育てる。
学園では教師、生徒ともに憧れの存在だが、第21話で浅見勇青年と結婚する。
車陣八郎（くるま じんぱちろう）
声 - 千葉耕市
柔道の達人で「十人投げ」を可能とする腕の持ち主。
ただし性格はどこかズッコケている。酒飲み。黒部の先輩でもある。
黒部（くろべ）
声 - 仲村秀生
白ばら学園の柔道部顧問。
大左衛門を育て、得意技「波返し反動投げ」を編み出させる。熱血漢で厳しくも優しい根性の教師。
教頭先生
声 - 矢田稔
原作では生徒との交流の著しい教師。
アニメでは白ばら学園の保守派の筆頭で、学園の秩序を乱すとして大左衛門を苦々しく思っているという側面も描かれた。頭が禿げあがっていることから「ヤカン頭」「ツルベロリ」と呼ばれるほか、アニメでは「ハゲ山」名義の印鑑を使用している場面がある。基本的にはギャグキャラで、語尾には「〜ス」がつく。
妻子も作中に登場するが、エピソードによって容貌が異なっている。
園長先生
声 - 中村紀子子
白ばら学園を束ねる女性園長。
アニメでは数々の珍事件を起こす大左衛門を謹慎させよと主張する勢力と、他児童と区別せず教えるべきとする勢力の板ばさみで困惑する。

### その他
吾作（ごさく）
声 - 北村弘一
田舎に住む大左衛門の保護者で、農夫。
陣左衛門の頼みで矢五郎に修行のため大左衛門を引き渡す。
チーコ
ニャンコ先生が想いを寄せた西一の飼い猫。のちにその愛にうたれ、家出してニャンコ先生と結婚、11匹の子供を産む。
嫉妬深さがあり、浮気なニャンコ先生にヤキモキ。ニャンコ先生にそっくりな者の多い子供達の中には、唯一彼女とそっくりな子猫がいる。
クロ
声 - 大竹宏
西一の隣の家に飼われている黒猫。
ニャンコ先生の恋敵でチーコと婚約していたが、エゴイストで男気のない性格を露呈してチーコに逃げられる。西とは気が合うようで、物語後半では行動をともにする。
ゲバクロ
声 - 大竹宏、肝付兼太
ニャンコ先生とチーコの息子なのに、なぜかクロそっくりの黒猫。
好奇心あふれる悪童で、子猫たちのリーダーになって父親や大左衛門、小左衛門にいたずらを仕掛ける。
小左衛門（しょうざえもん）
声 - 滝口順平
大左衛門の飼い犬で、秋田犬と雑種犬を親にもつ。
性格はのんびり屋で女好き。ただし、いざという時には強い戦闘力を見せつける。九州出身らしく、語尾に「〜ばい」がつく。好物はステーキ、嫌いな食べ物はドッグフード。
原作・アニメともに登場した回数は少ないが、アニメ版『てんとう虫の歌』では、大柿道場の飼い犬として登場した。
陳 ハタリ（ちん ハタリ）
中国人とアフリカ人のハーフの少年。奇術と空手の腕は一人前以上。大左衛門や西一同様、転校生である。父親はラーメン屋の屋台で生計を立てていることが描かれるが、母親は登場しない。原作のみの登場人物。
ふだんはちゃっかり屋で温厚な性格だが、いつもかぶっている中国帽が外れると凶暴で攻撃的になり、人に噛みつく。これは母方のもと人食い人種の性格が強く出たためなのだが、この設定が人種差別的ということでテレビには登場せず、風貌がよく似た南終（みなみおわり、声優 - 松島みのり）というゲストキャラとして1回出演したに留まった。一人称を「わたし」から「ぼく」、口癖を「〜ある」や「キッチョンパー」から「〜だもんネ」に変化させるなど、作者サイドでも折角の新キャラクターを長生きさせようと工夫したが、早期の降板となった。
妹
「幼稚園」及び「小学一年生」誌版にのみ登場する大左衛門の妹。名前や家族の存在は不明。
髪をツインテールにし、洋装を着こなす訛りのない少女。洗濯、布団干しなどを甲斐甲斐しくこなす。キク子たちとは違う世界の住人であるようだ。
川崎 のぼる（かわさき のぼる）
原作者としてメタフィクション的に登場するほか、さまざまな役に扮しカメオ出演を果たす。浮浪者、猿回し、ラーメン屋など。
その他（モブキャラクター）
声 - 大竹宏、肝付兼太、八奈見乗児
大竹は放送開始時からほぼ毎話、肝付は放送中期から後期にかけて、八奈見は不定期でゲストキャラクターや脇役などで出演していた。

## 連載雑誌
- よいこ 1970年11月号 - 1972年 / 作画 - 松山しげる
- 幼稚園 1969年12月号 - 1972年 / 作画 - 川崎のぼる、カワサキプロ
- 小学一年生 1970年1月号 - 1972年9月号 / 作画 - 川崎のぼる、カワサキプロ、いいたんじ
- 小学二年生 1969年12月号 - 1972年9月号 / 作画 - 川崎のぼる、カワサキプロ、いいたんじ
- 小学三年生 1969年3月号 - 1972年9月号 / 作画 - 川崎のぼる、カワサキプロ、竹中けんじ
- 小学四年生 1968年8月号 - 1972年7月号 / 作画 - 川崎のぼる、カワサキプロ、いいだひろ詩
- 小学五年生 1967年8月号 - 1972年9月号 / 作画 - 川崎のぼる、カワサキプロ、清つねお
- 小学六年生 1968年8月号 - 1972年7月号 / 作画 - 川崎のぼる、カワサキプロ

## テレビアニメ
1970年（昭和45年）10月4日から1972年（昭和47年）9月24日までフジテレビ系列局で放送。系列局の無い青森県や当時系列局が無かった北海道や岩手県などでは、他系列局を通じて放送されていた。
全104回（全て2話構成のため、合計208話）。前作『ハクション大魔王』同様、基本的には1話完結だが、第11回や第66回などのようにA・Bパートがリンクする回もある。また、第92回 - 第100回では、大ちゃんとニャンコ先生が夏休みを利用して東海道五十三次を旅し、キク子・西一らレギュラーが後を追うという連続形式だった。
平均視聴率は18.1%（タツノコプロが所有する資料による）。
フィルムは全て良好な状態で現存しており、しばしば再放送が行われていた。ニャンコ先生役の愛川が出演する『なるほど!ザ・ワールド』の番宣を兼ねて再放送されたこともある。一部のシーンには世代によっては不快感を覚える放送問題用語が含まれているため、再放送時はそのセリフ箇所を無音カットして放送していたが、2015年春からのフジテレビTWOの放送では、「本作品は一部不適切な表現が含まれておりますが作品のクオリティーと評価を重視しそのまま放送しております」とブラックバックに白文字でエンディング後に表示した上でそのまま未編集で放送するようになった。なお、基本的に次回予告とエンディングテーマ「西一のいびり節」についてはカットされており、現在では見ることができない。また、Yahoo!動画でも配信中。2009年4月、DVD『いなかっぺ大将 ベストセレクション』が発売された。さらに、2015年には放送開始45周年記念として、『想い出のアニメライブラリー第43集　HDリマスターDVD-BOX』全2巻が発売され、全話視聴が可能となった。
タツノコプロが外部からの原作で制作した初めてのアニメである。なお、この後の1974年にも、川崎のぼるの『てんとう虫の歌』のアニメ化を手がけた。
フリーランス時代の富野由悠季が演出と絵コンテで参加したが、納得のできるコンテがどうしても切れず、業を煮やした制作側から絵コンテ2本で降板させられたことがあり、後のインタビューで自身の力量不足を認めている。
なお、同じ原作者、同じ制作会社という繋がりから、『てんとう虫の歌』の第68話『いなかっぺ大将がやってきた』にゲスト出演している（声はオリジナルキャストの野沢雅子が務めている）

### スタッフ
- 原作 - 川崎のぼる
- 製作 - 吉田竜夫
- 企画 - 鳥海尽三、平谷寿敏、酒井あきよし
- 総監督 - 笹川ひろし
- 美術監督 - 新井寅雄、伊豆島君江、中村光毅
- 音楽 - 中村勝彦
- 制作 - 吉田竜夫、タツノコプロ→竜の子プロダクション[注釈 11]

### 主題歌
オープニングテーマ
「大ちゃん数え唄」
※数え歌は通常十で終わるがテレビサイズでは六で終わっている。フルコーラス版は十で終了。
作詞 - 石本美由起 / 作曲・編曲 - 市川昭介 / 歌 - 吉田よしみ

エンディングテーマ
「いなかっぺ大将」
作詞 - 石本美由起 / 作曲・編曲 - 市川昭介 / 歌 - 吉田よしみ
「西一のいびり節」
作詞 - 石本美由起 / 作曲・編曲 - 市川昭介 / 歌 - 八代駿
その他、いくつかの挿入歌が存在する（作詞・作曲・編曲の担当者は、全て上記と同じ。「【ANIMEX 1300 SONG COLLECTION 4】いなかっぺ大将 ヒットアルバム わしはいなかっぺ大将だス!」を参照）。
いずれの主題歌も、当時は小学館プロダクションが著作権を有していた。なお、オープニングフィルムは大別して3バージョンあるが、そのうち第2バージョンは1971年の夏から秋にかけて使われたもので、大ちゃんの「さあ、大ちゃん踊りだスよ！」の掛け声から始まり、歌やニャンコ先生の合いの手（このバージョンのみ）とともに、全キャラクターが歌に合わせて踊るというものだった。さらに、このバージョンは一部マイナーチェンジ（ラストの全キャラクターがシルエットから通常キャラクターになど）されている。
「大ちゃん数え唄」と「いなかっぺ大将」は吉田よしみ（天童よしみ）がテイチクエンタテインメント移籍後に再録音したものが2009年発売のアルバム『天童よしみ 石本美由起作品を歌う』に収録されている。こちらの編曲は「大ちゃん数え唄」が山田年秋、「いなかっぺ大将」は伊戸のりお。

### 各話リスト
| 話数 | サブタイトル                           | 脚本         | 演出       |
| ---- | -------------------------------------- | ------------ | ---------- |
| 1    | ワシは風大左エ門だス                   | 城山昇       | 高橋唯貴雄 |
| 1    | 東京はスゴイとこだス                   | 城山昇       | 案納正美   |
| 2    | 柔の道はチビシイだス                   | 桜井京介     | 岡崎邦彦   |
| 2    | わしは学園の人気者だス                 | 城山昇       | 高橋資祐   |
| 3    | これは夢か幻だスか                     | 城山昇       | 高橋唯貴雄 |
| 3    | 祭りばやしにゃ弱いだス                 | 城山昇       | 案納正美   |
| 4    | キャット空中三回転だス                 | 桜井京介     | 高橋資祐   |
| 4    | 学芸会はメタメタだス                   | 平田稔       | 笹川ひろし |
| 5    | ワンとも困っただス                     | 城山昇       | 市江健次   |
| 5    | これが本当の野球だス                   | 城山昇       | 高橋唯貴夫 |
| 6    | ズッコケ大特訓だス                     | 桜井京介     | 高橋資祐   |
| 6    | 成せば成るだス成らぬだス               | 武末勝       | 市江健次   |
| 7    | 朝の夢は冷たいだス                     | 武末勝       | 案納正美   |
| 7    | デパートは不便だス                     | 武末勝       | 案納正美   |
| 8    | わしも歩けば棒に当るだス               | 小泉陽       | 高橋唯貴雄 |
| 8    | 子供は風の子だス                       | 城山昇       | 岡崎邦彦   |
| 9    | わしはやるだス男だス                   | 城山昇       | 高橋資祐   |
| 9    | 心のまよいはすてるだス                 | 城山昇       | 高橋資祐   |
| 10   | とつげき新聞配達だス                   | 斉藤寛       | 市江健次   |
| 10   | 可愛コちゃんニャ弱いだス               | 伊東恒久     | 案納正美   |
| 11   | どっちの手紙が先だスか                 | 陳野修       | 高橋資祐   |
| 11   | わしは故郷の大物だス                   | 陳野修       | 高橋資祐   |
| 12   | 飛んで火に入る四悪人だス               | 城山昇       | 岡崎邦彦   |
| 12   | サンタは本当にいるだスか               | 武末勝       | 岡崎邦彦   |
| 13   | つまみ食いは高いだス                   | 城山昇       | 高橋資祐   |
| 13   | わしは天下の大スターだス               | 城山昇       | 高橋資祐   |
| 14   | 明けましてズッコケただス               | 桜井京介     | 高橋唯貴雄 |
| 14   | 大将凧よ上れだス                       | 城山昇       | 高橋資祐   |
| 15   | 都会の空気はにがいだス                 | 伊東紀子     | 案納正美   |
| 15   | 決死の大サーカスだス                   | 桜井京介     | 案納正美   |
| 16   | ズッコケ山のボス猿だス                 | 陳野修       | 岡崎邦彦   |
| 16   | 花の姿はこの胸にだス                   | 吉田喜昭     | 高橋資祐   |
| 17   | 天才チンドン屋だス                     | 城山昇       | 案納正美   |
| 17   | わしはスーパージャックだス             | 陳野修       | 案納正美   |
| 18   | 福は外だス、鬼は内だス                 | 武末勝       | 岡崎邦彦   |
| 18   | ズッコケ梅にうぐいすだス               | 武末勝       | 高橋資祐   |
| 19   | わしは宮本武蔵だス                     | 吉田喜昭     | 案納正美   |
| 19   | モーレツ寒げいこだス                   | 山下圭一     | 池端俊策   |
| 20   | 両手に花は困るだス                     | 武末勝       | 高橋唯貴雄 |
| 20   | 男の道はつらいだス                     | 吉田喜昭     | 岡崎邦彦   |
| 21   | 花嫁先生さようならだス                 | 武末勝       | 笹川ひろし |
| 21   | すべるだス転ぶだス                     | 陳野修       | 高橋唯貴雄 |
| 22   | ズッコケボイン投げだス                 | 伊東恒久     | 池端俊策   |
| 22   | ドジョウに行く先聞いてくれだス         | 武末勝       | 高橋資祐   |
| 23   | 桃の節句にうきうきだス                 | 城山昇       | 岡崎邦彦   |
| 23   | 遠くにあって近いだス                   | 城山昇       | 案納正美   |
| 24   | 嵐の中の男だス                         | 三宅直子     | 高橋唯貴雄 |
| 24   | これは天下の一大事だス                 | 伊東恒久     | 高橋資祐   |
| 25   | やって来る来るお花ちゃんだス           | 三宅直子     | 高橋唯貴雄 |
| 25   | ドボジデこんなにもてるだス             | 伊東恒久     | 高橋資祐   |
| 26   | わしはバリカン大将だス                 | 山下圭一     | 案納正美   |
| 26   | わしの道は一本だス                     | 武末勝       | 高橋資祐   |
| 27   | 勉強、勉強また勉強だス                 | 平田稔       | 高橋資祐   |
| 27   | 別れのつらさが身にしみるだス           | 吉田喜昭     | 高橋資祐   |
| 28   | ズッコケても、ズッコケてもだス         | 桜井京介     | 高橋唯貴雄 |
| 28   | オオ!ミステークだス                    | 桜井京介     | 案納正美   |
| 29   | 花を愛する心だス                       | 城山昇       | 岡崎邦彦   |
| 29   | ここががまんのしどころだス             | 吉田喜昭     | 高橋唯貴雄 |
| 30   | わしは名パイロットだス                 | 陳野修       | 案納正美   |
| 30   | 猛獣の中にわれ一人だス                 | 陳野修       | 岡崎邦彦   |
| 31   | 波のまにまにドンブラコだス             | 伊東恒久     | 高橋資祐   |
| 31   | D51機関車魂だス                        | 陳野修       | 案納正美   |
| 32   | そこに山があるからだス                 | 野田恵       | 高橋唯貴雄 |
| 32   | ズッコケ、ご先祖様だス                 | 陣野修       | 岡崎邦彦   |
| 33   | わしの近道通りゃんせだス               | 平谷寿敏     | 高橋唯貴雄 |
| 33   | 当るも、当らぬも時の運だス             | 吉田喜昭     | 案納正美   |
| 34   | お上りニャンコを探すだス               | 伊東恒久     | 案納正美   |
| 34   | 母ちゃんはいいもんだス                 | 平谷寿敏     | 岡崎邦彦   |
| 35   | わしは応援団長だス                     | 吉田喜昭     | 案納正美   |
| 35   | どっちが本当の大将だスか               | 桜井京介     | 高橋唯貴雄 |
| 36   | 大ちゃん鍋で頑張るだス                 | 陣野修       | 高橋唯貴雄 |
| 36   | 聞いちゃならない音楽会だス             | 桜井京介     | 笹川ひろし |
| 37   | わしはズッコケお手伝いだス             | 桜井京介     | 岡崎邦彦   |
| 37   | 男涙の子守歌だス                       | 伊東恒久     | 笹川ひろし |
| 38   | サルも木から落ちるだス                 | 桜井京介     | 岡崎邦彦   |
| 38   | 外人さんにゃ弱いだス                   | 伊東恒久     | 笹川ひろし |
| 39   | 心の修業に旅立つだス                   | 伊東恒久     | 岡崎邦彦   |
| 39   | 東海道は日本晴れだス                   | 吉田喜昭     | 案納正美   |
| 40   | ズッコケハッピーバースデーだス         | 城山昇       | 岡崎邦彦   |
| 40   | 愛して恋してニャンパラリだス           | 吉田喜昭     | 案納正美   |
| 41   | チビットやける話だス                   | 伊東恒久     | 高橋唯貴雄 |
| 41   | 情は人のためならずだス                 | 伊東恒久     | 高橋唯貴雄 |
| 42   | 泥棒ねずみの皮をはげだス               | 伊東恒久     | 高橋唯貴雄 |
| 42   | そこが女の泣きどころだス               | 伊東恒久     | 高橋唯貴雄 |
| 43   | ズッコケ盆踊りだス                     | 桜井京介     | 笹川ひろし |
| 43   | チクリと痛いイビリ節だス               | 伊東恒久     | 高橋唯貴雄 |
| 44   | わしは映画の主役だス                   | 桜井京介     | 案納正美   |
| 44   | 日本一のほれられ男だス                 | 城山昇       | 岡崎邦彦   |
| 45   | 「熊さんお手をどうぞ」だス             | 城山昇       | 案納正美   |
| 45   | デートに胸が燃えるだス                 | 城山昇       | 岡崎邦彦   |
| 46   | 人情ズッコケ風呂だス                   | 陣野修       | 高橋唯貴雄 |
| 46   | 写真家泣かせのモデルだス               | 陣野修       | 案納正美   |
| 47   | 恋する海の男だス                       | 平谷寿敏     | 岡崎邦彦   |
| 47   | 女の誘いにゃ弱いだス                   | 城山昇       | 高橋唯貴雄 |
| 48   | 猫も歩けば雀に当たるだス               | 城山昇       | 案納正美   |
| 48   | 浮かればやしにのらんだス               | 平谷寿敏     | 高橋唯貴雄 |
| 49   | チビット古い新入生だス                 | 松沢伸       | 笹川ひろし |
| 49   | 「買ってくるぞ」と勇ましくだス         | 霧生克己     | 岡崎邦彦   |
| 50   | ハエに大福なめられただス               | 平谷寿敏     | 案納正美   |
| 50   | 顔じゃないだス心だス                   | 柳川茂       | 高橋唯貴雄 |
| 51   | 今晩わ、大福奴だス                     | 平谷寿敏     | 岡崎邦彦   |
| 51   | 猫がだめなら犬がいるだス               | 平谷寿敏     | 岡崎邦彦   |
| 52   | わしは西部の勇者だス                   | 牧野和夫     | 案納正美   |
| 52   | 虫歯は抜くに限るだス                   | 平谷寿敏     | 高橋唯貴雄 |
| 53   | ニャンともアツイ話だス                 | 平谷寿敏     | 西牧秀雄   |
| 53   | ニャンともめでたい話だス               | 平谷寿敏     | 岡崎邦彦   |
| 54   | やらねばならぬバレーだス               | 城山昇       | 高橋唯貴雄 |
| 54   | ケンカはわしがあずかるだス             | 城山昇       | 布川郁司   |
| 55   | 温泉ホテルの番頭だス                   | 城山昇       | 案納正美   |
| 55   | もてるモデルは、このモデルだス         | 城山昇       | 高橋唯貴雄 |
| 56   | 好きになったらもろいだス               | 城山昇       | 案納正美   |
| 56   | ほれっぽいのが玉にキズだス             | 城山昇       | 岡崎邦彦   |
| 57   | 語るも涙の話だス                       | 吉田喜昭     | 高橋唯貴雄 |
| 57   | ソコにつける薬はないだス               | 柳川茂       | 布川郁司   |
| 58   | 生まれた子ニャンコ123…だス             | 城山昇       | 案納正美   |
| 58   | ニャンコ、子ニャンコ、ニャンパラリだス | 平谷寿敏     | 岡崎邦彦   |
| 59   | ズッコケ男のはな道                     | 鹿島昇       | 西牧秀雄   |
| 59   | 追い出せ!下宿人だス                    | 城山昇       | 西牧秀雄   |
| 60   | ズッコケ消防署長だス                   | 吉田喜昭     | 高橋唯貴雄 |
| 60   | 柔の道を捨てるだス                     | 玉名はじめ   | 西牧秀雄   |
| 61   | わるのりボウリングだス                 | 太田イサム   | 高橋唯貴雄 |
| 61   | サヨナラ航海のマドロスだス             | 平谷寿敏     | 案納正美   |
| 62   | うらめしや幽霊だス                     | 太田イサム   | 岡崎邦彦   |
| 62   | きらいきらいも好きのうちだス           | 城山昇       | 西牧秀雄   |
| 63   | きりりとしめれば心がしまるだス         | 吉田喜昭     | 布川郁司   |
| 63   | 出る時、寝る時、火の用心だス           | 鹿島昇       | 案納正美   |
| 64   | 犬も歩けば土俵に上るだス               | 平谷寿敏     | 案納正美   |
| 64   | 男らしさを見せるだス                   | 太田イサム   | 高橋唯貴雄 |
| 65   | 頭かくして尻かくさずだス               | 平谷寿敏     | 西牧秀雄   |
| 65   | 入れて下さいこの釜にだス               | 太田イサム   | 富野喜幸   |
| 66   | アローハ新年おめでとうだス             | 牧野和夫     | 高橋唯貴雄 |
| 66   | アローハ今年もよろしくだス             | 牧野和夫     | 案納正美   |
| 67   | デッカイ夢にかけるだス                 | 中原薫       | 岡崎邦彦   |
| 67   | 清き一票このわしにだス                 | 太田イサム   | 岡崎邦彦   |
| 68   | 熱い血潮で耐えるだス                   | 吉田喜昭     | 布川郁司   |
| 68   | 頑張らなくっちゃ!!ソノためだス         | 鹿島昇       | 富野喜幸   |
| 69   | めでたくもあり、めでたくもなしだス     | 吉田喜昭     | 西牧秀雄   |
| 69   | タンタン狸のいびり汁だス               | 桜井京介     | 案納正美   |
| 70   | オオ!白銀はまねくだス                  | 鹿島昇       | 岡崎邦彦   |
| 70   | わしはマンガのモデルだス               | 牧野和夫     | 西牧秀雄   |
| 71   | ズッコケ寒中水泳だス                   | 中原薫       | 高橋唯貴雄 |
| 71   | ドボジテそんなに泣くんだス             | 鹿島昇       | 布川郁司   |
| 72   | 日本一のしあわせ者だス                 | 平谷寿敏     | 岡崎邦彦   |
| 72   | ドバッとぬいで頑張るだス               | 牧野和夫     | 案納正美   |
| 73   | 抱いてやるだスこの胸にだス             | 平谷寿敏     | 西牧秀雄   |
| 73   | イビリ狐にワナかけるだス               | 鹿島昇       | 高橋唯貴雄 |
| 74   | ばかと迷犬は使い用だス                 | 高木国子     | 岡崎邦彦   |
| 74   | 食って食って食いまくるだス             | 玉名はじめ   | 案納正美   |
| 75   | 花の都のいなかっぺだス                 | 城山昇       | 西牧秀雄   |
| 75   | ニャンタレ!世紀の大決闘だス            | 平谷寿敏     | 岡崎邦彦   |
| 76   | ドボジデアンヨがからむだス             | 平谷寿敏     | 高橋唯貴雄 |
| 76   | 悩める者はみなきたれだス               | 鹿島昇       | 高橋唯貴雄 |
| 77   | 姿よりも心だス                         | 平谷寿敏     | 西牧秀雄   |
| 77   | 踊るあほうにイビリ節だス               | 桜井京介     | 案納正美   |
| 78   | ズッコケ道を一人行くだス               | 城山昇       | 岡崎邦彦   |
| 78   | ズッコケ風が身にしみるだス             | 城山昇       | 高橋唯貴雄 |
| 79   | 鬼っ子どものお通りだス                 | 平谷寿敏     | 西牧秀雄   |
| 79   | 春雨に濡れていくだス                   | 城山昇       | 案納正美   |
| 80   | ドボジテ鼠になめられるだス             | 平谷寿敏     | 岡崎邦彦   |
| 80   | タダいる猫は働くだス                   | 城山昇       | 西牧秀雄   |
| 81   | 見せちゃならないコレだけはだス         | 桜井京介     | 高橋唯貴雄 |
| 81   | 世にもふしぎな大魔術だス               | 牧野和夫     | 高橋唯貴雄 |
| 82   | これが男の情けだス                     | 平谷寿敏     | 岡崎邦彦   |
| 82   | 逃がした魚は大きいだス                 | 玉名はじめ   | 西牧秀雄   |
| 83   | 帰って来た花婿さんだス                 | 平谷寿敏     | 案納正美   |
| 83   | 男の節句にモテモテだス                 | 城山昇       | 西牧秀雄   |
| 84   | ここで男は耐えるだス                   | 平谷寿敏     | 高橋唯貴雄 |
| 84   | ペダルを踏めば身も踊るだス             | 玉名はじめ   | 高橋唯貴雄 |
| 85   | 甘くせつないひざまくらだス             | 牧野和夫     | 高橋資祐   |
| 85   | なにがなんでも守るだス                 | 城山昇       | 案納正美   |
| 86   | わしはどこの誰だスか?                  | 太田イサム   | 高橋唯貴雄 |
| 86   | 「ドボジデ男は弱いのよ」だス           | 加藤有芳     | 西牧秀雄   |
| 87   | わしはボインに弱いだス                 | 吉田喜昭     | 高橋資祐   |
| 87   | ここは地獄の一丁目だス                 | 城山昇       | 案納正美   |
| 88   | 出るに出られぬハコの中だス             | 牧野和夫     | 高橋唯貴雄 |
| 88   | 子連れニャンコの一大事だス             | 城山昇       | 高橋唯貴雄 |
| 89   | そろた娘と田植唄だス                   | 牧野和夫     | 高橋資祐   |
| 89   | 大左エ門は男だス                       | 加藤有芳     | 案納正美   |
| 90   | こっちの水は甘いだス                   | 玉名はじめ   | 高橋資祐   |
| 90   | モテル男はみな敵だス                   | 平谷寿敏     | 西牧秀雄   |
| 91   | のらねばならぬその話だス               | 加藤有芳     | 布川郁司   |
| 91   | ソレをなめなきゃおさまらぬだス         | 城山昇       | 高橋唯貴雄 |
| 92   | 花の東京あとにしてだス                 | 城山昇       | 案納正美   |
| 92   | 着いた所はカマボコの宿だス             | 城山昇       | 高橋資祐   |
| 93   | ズッコケ雲助道中だス                   | 鳥海尽三     | 高橋唯貴雄 |
| 93   | ぬまずくわずも修業だス                 | 鳥海尽三     | 西牧秀雄   |
| 94   | 旅は道連れ世は情だス                   | 城山昇       | 高橋唯貴雄 |
| 94   | 男の道に茶のかおりだス                 | 鳥海尽三     | 案納正美   |
| 95   | 越すに越されぬ大井川だス               | 酒井あきよし | 高橋資祐   |
| 95   | うなぎを食えば血がさわぐだス           | 酒井あきよし | 案納正美   |
| 96   | 狐がくれた花嫁だス                     | 牧野和夫     | 蓮田正憲   |
| 96   | わしは天下の日吉丸だス                 | 牧野和夫     | 高橋唯貴雄 |
| 97   | 幽霊は城でもつだス                     | 小山高男     | 高橋資祐   |
| 97   | 食いねェ食いねェネコ食いぇだス         | 酒井あきよし | 案納正美   |
| 98   | その手はくわなのはまぐりだス           | 柳川茂       | 高橋資祐   |
| 98   | 黒い涙でサヨナラだス                   | 森忠明       | 高橋唯貴雄 |
| 99   | 忍者の里を通りゃんせだス               | 山木ひろ子   | 本多哲     |
| 99   | 琵琶湖の水はあまいだス                 | 鳥海尽三     | 高橋資祐   |
| 100  | 京の五条の橋の上だス                   | 城山昇       | 案納正美   |
| 100  | わしの名前がさえるだス                 | 城山昇       | 高橋唯貴雄 |
| 101  | 二人の愛が燃えるだス                   | 鳥海尽三     | 高橋唯貴雄 |
| 101  | 女百人、男一人だス                     | 若松はじめ   | 本多哲     |
| 102  | 結ばにゃならぬ愛の糸だス               | 酒井あきよし | 案納正美   |
| 102  | 男の中の女だス                         | 若松はじめ   | 高橋唯貴雄 |
| 103  | キャット空中六回転だス                 | 小山高男     | 高橋資祐   |
| 103  | 行くは男のいばら道だス                 | 牧野和夫     | 高橋唯貴雄 |
| 104  | 遠くて近きは男女の中だス               | 鳥海尽三     | 高橋資祐   |
| 104  | かがやく未来に歩むだス                 | 鳥海尽三     | 高橋唯貴雄 |

### 放送局
系列は放送当時の系列。
| 放送対象地域  | 放送局         | 放送系列                                    | 放送日時                  | 備考                       |
| ------------- | -------------- | ------------------------------------------- | ------------------------- | -------------------------- |
| 関東広域圏    | フジテレビ     | フジテレビ系列                              | 日曜 18:00 - 18:30        | 制作局                     |
| 北海道        | 札幌テレビ     | 日本テレビ系列 フジテレビ系列               | 金曜 17:00 - 17:30        | 1972年3月まで              |
| 北海道        | 北海道文化放送 | フジテレビ系列                              | 日曜 18:00 - 18:30        | 1972年4月開局から          |
| 青森県        | 青森放送       | 日本テレビ系列                              | 月曜 - 金曜 17:25 - 17:55 | [ 注釈 12 ]                |
| 岩手県        | 岩手放送       | TBS系列                                     | 日曜 18:00 - 18:30        | 1971年10月から放送。       |
| 秋田県        | 秋田テレビ     | フジテレビ系列                              | 日曜 18:00 - 18:30        |                            |
| 山形県        | 山形テレビ     | フジテレビ系列                              | 日曜 18:00 - 18:30        |                            |
| 宮城県        | 仙台放送       | フジテレビ系列                              | 日曜 18:00 - 18:30        |                            |
| 福島県        | 福島テレビ     | フジテレビ系列 TBS系列                      | 月曜 - 金曜 17:15 - 17:45 | 1974年5月から9月まで放送。 |
| 新潟県        | 新潟総合テレビ | フジテレビ系列 日本テレビ系列 NETテレビ系列 | 水曜 18:00 - 18:30        |                            |
| 長野県        | 長野放送       | フジテレビ系列                              | 日曜18:00-18:30           |                            |
| 山梨県        | 山梨放送       | 日本テレビ系列                              |                           |                            |
| 静岡県        | テレビ静岡     | フジテレビ系列                              | 日曜 18:00 - 18:30        |                            |
| 富山県        | 富山テレビ     | フジテレビ系列                              | 日曜 18:00 - 18:30        |                            |
| 石川県        | 石川テレビ     | フジテレビ系列                              | 日曜 18:00 - 18:30        |                            |
| 福井県        | 福井テレビ     | フジテレビ系列                              | 日曜 18:00 - 18:30        |                            |
| 中京広域圏    | 東海テレビ     | フジテレビ系列                              | 日曜 18:00 - 18:30        |                            |
| 近畿広域圏    | 関西テレビ     | フジテレビ系列                              | 日曜 18:00 - 18:30        |                            |
| 島根県 鳥取県 | 山陰中央テレビ | フジテレビ系列                              | 日曜 18:00 - 18:30        | [ 注釈 14 ]                |
| 岡山県        | テレビ岡山     | フジテレビ系列 NETテレビ系列                | 土曜19:00-19:30           | [ 注釈 15 ]                |
| 広島県        | 広島テレビ     | フジテレビ系列 日本テレビ系列               | 金曜18:00-18:30           | [ 注釈 16 ]                |
| 山口県        | 山口放送       | 日本テレビ系列                              |                           | [ 注釈 17 ]                |
| 徳島県        | 四国放送       | 日本テレビ系列                              |                           |                            |
| 愛媛県        | テレビ愛媛     | フジテレビ系列                              | 日曜18:00-18:30           |                            |
| 高知県        | 高知放送       | 日本テレビ系列                              |                           |                            |
| 福岡県        | テレビ西日本   | フジテレビ系列                              | 日曜18:00-18:30           |                            |
| 佐賀県        | サガテレビ     | フジテレビ系列                              | 日曜18:00-18:30           |                            |
| 長崎県        | テレビ長崎     | フジテレビ系列 日本テレビ系列               | 金曜18:00-18:30           |                            |
| 熊本県        | テレビ熊本     | フジテレビ系列 日本テレビ系列 NETテレビ系列 | 土曜18:00-18:30           |                            |
| 大分県        | 大分放送       | TBS系列                                     |                           |                            |
| 宮崎県        | テレビ宮崎     | フジテレビ系列 日本テレビ系列 NETテレビ系列 |                           |                            |
| 鹿児島県      | 鹿児島テレビ   | フジテレビ系列 日本テレビ系列 NETテレビ系列 |                           |                            |
| 沖縄県        | 沖縄テレビ     | フジテレビ系列                              | 土曜18:00-18:30           |                            |

| フジテレビ系列 日曜18:00枠                         | フジテレビ系列 日曜18:00枠                       | フジテレビ系列 日曜18:00枠                               |
| 前番組                                             | 番組名                                           | 次番組                                                   |
| -------------------------------------------------- | ------------------------------------------------ | -------------------------------------------------------- |
| ハクション大魔王 （1969年10月5日 - 1970年9月27日） | いなかっぺ大将 （1970年10月4日 - 1972年9月24日） | 科学忍者隊ガッチャマン （1972年10月1日 - 1974年9月29日） |

## 映画
1971年には、3回にわたって『東宝チャンピオンまつり』でテレビブローアップ版が公開されている。
『いなかっぺ大将』（3月17日公開）
第5回Aパート「ワンとも困っただス」と第10回「かわいこちゃんニャよわいだス」の再編集ブローアップ版。上映時間は26分。
同時上映は、『怪獣大戦争 キングキドラ対ゴジラ』（『怪獣大戦争』改題リバイバル）・『アタックNo.1 涙の不死鳥』・『昆虫物語 みなしごハッチ お月さまのママ』・『ムーミン』（第1作・東京ムービー版）の計4本。
『いなかっぺ大将 猛獣の中にわれ一人だス オオ! ミステークだス』（7月24日公開）
第30回Bパートと第28回Bパートの再編集ブローアップ版。上映時間は26分。
同時上映は、『ゴジラ対ヘドラ』・『帰ってきたウルトラマン』・『昆虫物語 みなしごハッチ 傷だらけのバレリーナ』・『日本むかしばなし わらしべ長者』（人形アニメ）の計4本。
『いなかっぺ大将 猫も歩けば雀に当たるだス 当たるも当たらぬも時の運だス』（12月12日公開）
第48回Bパートと第33回Bパートの再編集ブローアップ版。上映時間は26分。
同時上映は、『ゴジラ・モスラ・キングキドラ 地球最大の決戦』（『三大怪獣 地球最大の決戦』改題リバイバル）・『帰ってきたウルトラマン 竜巻怪獣の恐怖』・『昆虫物語 みなしごハッチ 忘れな草に願いをこめて』・『マッチ売りの少女』（人形アニメ）の計4本。

### スタッフ
- 監督 - 笹川ひろし
- 製作 - 吉田健二、安達英男、市江建二、案納正美
- 脚本 - 陣野修、吉田喜昭、城山昇、伊東恒久
- 企画 - 鳥海尽三、平谷寿敏
- 撮影 - 北川嵩
- 音楽 - 中村勝彦
- 美術 - 伊豆島君江、新井寅雄
- 編集 - 金子登喜代

## パチンコ
2000年3月に平和から『CRいなかっぺ大将』として日本各地のパチンコホールに導入された。

## 逸話

### 漫画
- 作者と連載時に交流のあった望月あきらの学年誌連載作品『ドカドカドッカン先生』には、台詞はないものの1ページにわたって大左衛門がゲスト出演していた。その他、彼の手による「マンガ入門」特集にも、デフォルメのしかたの一例として、殴られて大きなコブができ、体中に絆創膏をはられた人物を出し、「川崎のぼるタッチのデフォルメ」と特別扱いで解説を加えている。
- ゲルハルト・シュタグーン（de:Gerhard Staguhn）の著書『Warum fallen Katzen immer auf die Füße? und andere Rätsel des Alltags』の日本語訳『ニャンコ先生はなぜいつもうまく着地できるのか-世界のふしぎトリビア61』（主婦の友社、2005年、ISBN 4072474916）の表紙に、ニャンコ先生のイラストが描かれている。

### アニメ
- アニメ版に使われているBGMの一部は、同じタツノコ作品『タイムボカンシリーズ』にも流用された。
- 『てんとう虫の歌』アニメ版の第68話「いなかっぺ大将がやってきた」では、サブタイトルの通り大ちゃんがゲスト出演した。
- 最終回のエンディングでは、大ちゃんを初めとする全キャラが会話をし、その直後に流された、新番組『科学忍者隊ガッチャマン』の予告編では、大ちゃんとニャンコ先生のコンビで紹介の掛け合いを聴かせた。
- 夕やけニャンニャンでアニメ内の台詞や展開を当てるクイズが度々出題されていた｡
- リメイク版『ヤッターマン』に登場するヤッターメカの一つであるヤッターアンコウの言葉の話し方は、ほぼ大ちゃんの話し方をリスペクトしている。